# Lijst van voetbalinterlands Bangladesh - Maleisië
Deze lijst van voetbalinterlands is een overzicht van alle officiële voetbalinterlands tussen de nationale teams van Bangladesh en Maleisië. De landen hebben tot op heden tien keer tegen elkaar gespeeld. De eerste ontmoeting, een vriendschappelijke wedstrijd, was op 8 augustus 1975 in Kuala Lumpur. Het laatste duel, een kwalificatiewedstrijd voor de Azië Cup 2023, vond plaats op 14 juni 2022 in de Maleise hoofdstad.

## Wedstrijden
| №  | Plaats       | Datum             | Competitie                 | Wedstrijd             | Uitslag |
| -- | ------------ | ----------------- | -------------------------- | --------------------- | ------- |
| 1  | Kuala Lumpur | 8 augustus 1975   | Vriendschappelijk          | Maleisië − Bangladesh | 3 − 0   |
| 2  | Bangkok      | 18 december 1976  | Vriendschappelijk          | Maleisië − Bangladesh | 6 − 0   |
| 3  | Bangkok      | 10 december 1978  | Aziatische Spelen 1978     | Maleisië − Bangladesh | 1 − 0   |
| 4  | New Delhi    | 26 november 1982  | Aziatische Spelen 1982     | Bangladesh − Maleisië | 2 − 1   |
| 5  | Kuala Lumpur | 27 september 1983 | Vriendschappelijk          | Maleisië − Bangladesh | 1 − 0   |
| 6  | Shah Alam    | 16 maart 1997     | WK 1998 kwalificatie       | Maleisië − Bangladesh | 2 − 0   |
| 7  | Djedda       | 31 maart 1997     | WK 1998 kwalificatie       | Bangladesh − Maleisië | 0 − 1   |
| 8  | Kuala Lumpur | 20 november 2012  | Vriendschappelijk          | Maleisië − Bangladesh | 1 − 1   |
| 9  | Shah Alam    | 29 augustus 2015  | Vriendschappelijk          | Maleisië − Bangladesh | 0 − 0   |
| 10 | Kuala Lumpur | 14 juni 2022      | Azië Cup 2023 kwalificatie | Maleisië − Bangladesh | 4 − 1   |

## Samenvatting
| Competitie            | Totaal gespeeld | Winst Bangladesh | Gelijk | Winst Maleisië | Doelsaldo Bangladesh – Maleisië |
| --------------------- | --------------- | ---------------- | ------ | -------------- | ------------------------------- |
| WK-kwalificatie       | 2               | 0                | 0      | 2              | 0 − 3                           |
| Azië Cup-kwalificatie | 1               | 0                | 0      | 1              | 1 − 4                           |
| Aziatische Spelen     | 2               | 1                | 0      | 1              | 2 − 2                           |
| Vriendschappelijk     | 5               | 0                | 2      | 3              | 1 − 11                          |
| Totaal                | 10              | 1                | 2      | 7              | 4 − 20                          |

Wedstrijden bepaald door strafschoppen worden, in lijn met de FIFA, als een gelijkspel gerekend.